# Coccobius abdominis
Coccobius abdominis är en stekelart som beskrevs av Huang 1994. Coccobius abdominis ingår i släktet Coccobius och familjen växtlussteklar. Inga underarter finns listade i Catalogue of Life.